# Eisenstadt
Eisenstadt (německy  ˈaɪ̯zn̩ˌʃtat, česky doslova Železné město, maďarsky Kismarton, chorvatsky Željezno, latinsky Castrum Ferrum) je hlavní město rakouské spolkové země Burgenlandu (Hradska), zároveň i městem statutárním a okresním (pro okres Eisenstadt-okolí). Leží mezi dolnorakouským Vídeňským Novým Městem a Neziderským jezerem, asi 10 km od hranic s Maďarskem. Ve městě žije přibližně 14 tisíc obyvatel. Je největším městem Burgenlandu a současně nejmenším rakouským zemským hlavním městem.

## Název
Poprvé bylo místo zmíněno roku 1118 latinsky jako Castrum ferrum, tedy „železný hrad“. Odkazuje to ke zdejší historii těžby železa a obchodu s ním. Z toho je odvozen současný německý a také chorvatský název. Město bylo poprvé zmíněno roku 1264 ovšem pod jiným názvem Minor Mortin, odkazujícím k zasvěcení zdejšího kostela svatému Martinovi z Tours. Z toho pochází maďarský název Kismarton („Malý Martin“). Přídomek „malý“ byl na odlišení od nedalekého „Velkého Martina“ (Nagymarton, dnes Mattersburg).

## Dějiny
Lidé tu byli již v halštatské době, našly se i zbytky římského osídlení. První písemná zmínka však pochází až z roku 1264. V roce 1373 se poprvé objevuje název Eisenstadt. Roku 1445 získal rozvíjející se trhové městečko habsburský arcivévoda Albrecht VI. Habsburský (bratr císaře Fridricha III. a strýc Maxmiliána I.) a Eisenstadt pak zůstal habsburským majetkem po dalších téměř 200 let. V roce 1622 se stal sídelním městem bohatého uherského rodu Esterházyů a koncem třicetileté války získal status svobodného města.
Eisenstadt je spjat se jménem hudebního skladatele Josepha Haydna (1732–1809), jenž od roku 1761 působil u Esterházyů jako kapelník a sbormistr. Jeho nástupcem byl Johann Nepomuk Hummel a prošli tudy i jiní geniální hudebníci, např. Ludwig van Beethoven či Ferenc Liszt, jenž se narodil ve vesnici Raiding - jižně odsud. Hlavním městem Burgendlandska je Eisenstadt od roku 1925.
Nejvýznamnější památku města představuje zámek Esterházy, původně hrad vybudovaný v letech 1388–1392. Ve druhé polovině 17. století ho architekt Carlo M. Carlone přestavěl na půvabný barokní zámek. Klasicistními úpravami prošlo sídlo koncem 18. století. Dnes ve dvou třetinách prostor sídlí zemská vláda, zbytek uvidíte během organizované prohlídky. Zvlášť zajímavý je Haydnův sál, kde komponista dirigoval zámecký orchestr. Sál bohatě zdobí fresky a má vynikající akustiku. Kolem zámku se rozkládá anglický park, vybudovaný v letech 1805–1820. V Haydnově domě východně od zámku lze navštívit malé muzeum.
Roku 1925 byl Eisenstadt vyhlášen hlavním městem nové zřízené rakouské spolkové země Burgenland (tvořené územím patřícím do roku 1920 Maďarsku, resp. Uhersku). Původně měla být střediskem Burgenlandu mnohem větší a významnější Šoproň, ta ale rozhodnutím plebiscitu zůstala součástí Maďarska.

## Poloha města
Město Eisenstadt leží na úpatí jižního výběžku Litavských vrchů (Leithagebirge), na řece Wulka asi 15 km před jejím ústím do Neziderského jezera. V rámci Hradska leží v jeho severní, nížinaté části. Město je skoro úplně obklopeno „svým“ okresem Eisenstadt-okolí, ale malý kus jeho území sousedí se spolkovou zemí Dolní Rakousko.

## Politika

### Starostové
Seznam starostů města Eisenstadt:
- 1925–1929: Paul Koller (SPÖ)
- 1950–1977: Hans Tinhof (ÖVP)
- 1977–1990: Kurt Korbatits (ÖVP)
- 1990–2002: Alois Schwarz (1932–2007, ÖVP)
- 2002–2006: Peter Nemeth (ÖVP)
- 24. ledna 2007 do 15. listopadu 2011: Andrea Fraunschiel (ÖVP), první starostka města Eisenstadt
- od listopadu 2011: Thomas Steiner (ÖVP)

## Osobnosti
- Joseph Haydn (1732-1809), rakouský hudební skladatel
- Ignaz Joseph Pleyel (1757-1831), rakousko-francouzský skladatel, dirigent a výrobce klavírů
- Johann Nepomuk Hummel (1778-1837), rakouský hudební skladatel, klavírista, kapelník a pedagog
- Josef Hyrtl (1810-1884), rakouský lékař, profesor anatomie v Praze a Vídni, rektor Vídeňské univerzity
- Leopold Löw (1811-1875), uherský rabín
- Robert Musil (1880-1942), rakouský romanopisec, dramatik a esejista
- Paul Iby (* 1935), reformní římskokatolický biskup diecéze Eisenstadt (1992–2010)

## Partnerská města
- Bad Kissingen, Německo, (1978) [3]
- Colmar, Francie, (1983)
- Sanuki, Japonsko, (1993)
- Šoproň, Maďarsko, (2002)